# Bezirk Waremme
Der Bezirk Waremme ist einer von vier Verwaltungsbezirken in der belgischen Provinz Lüttich. Er umfasst eine Fläche von 389,87 km² mit 84.071 Einwohnern (Stand: 1. Januar 2024) in 14 Gemeinden.

## Gemeinden im Bezirk Waremme
| Gemeinde                | Einwohner 1. Januar 2024 | Fläche km² | Dichte Einw./km² | NIS- Code | Postleitzahl    |
| ----------------------- | ------------------------ | ---------- | ---------------- | --------- | --------------- |
| Berloz                  | 3.344                    | 14,49      | 231              | 64008     | 4257            |
| Braives                 | 6.554                    | 44,00      | 149              | 64015     | 4260–4261, 4263 |
| Crisnée                 | 3.539                    | 16,83      | 210              | 64021     | 4367            |
| Donceel                 | 3.119                    | 23,31      | 134              | 64023     | 4357            |
| Faimes                  | 4.128                    | 28,48      | 145              | 64076     | 4317            |
| Fexhe-le-Haut-Clocher   | 3.426                    | 19,25      | 178              | 64025     | 4347            |
| Geer                    | 3.558                    | 23,62      | 151              | 64029     | 4250, 4252–4254 |
| Hannut                  | 17.134                   | 86,53      | 198              | 64034     | 4280            |
| Lincent                 | 3.375                    | 14,75      | 229              | 64047     | 4287            |
| Oreye                   | 4.028                    | 19,64      | 205              | 64056     | 4360            |
| Remicourt               | 6.009                    | 22,58      | 266              | 64063     | 4350–4351       |
| Saint-Georges-sur-Meuse | 7.230                    | 20,90      | 346              | 64065     | 4470            |
| Waremme                 | 15.489                   | 31,04      | 499              | 64074     | 4300            |
| Wasseiges               | 3.138                    | 24,45      | 128              | 64075     | 4219            |
| Bezirk Waremme          | 84.071                   | 389,87     | 216              | 64000     | –               |